# 쎄느강은 좌우를 나누고 한강은 남북을 가른다
《쎄느강은 좌우를 나누고 한강은 남북을 가른다》는 언론인 홍세화가 쓴 책이다. 1999년 한겨레 출판사에서 출판하였다. 프랑스에서 귀국한 후 지켜본 대한민국 사회의 모습을 그린 문화비평 수필이다.